# شاغر يشوف

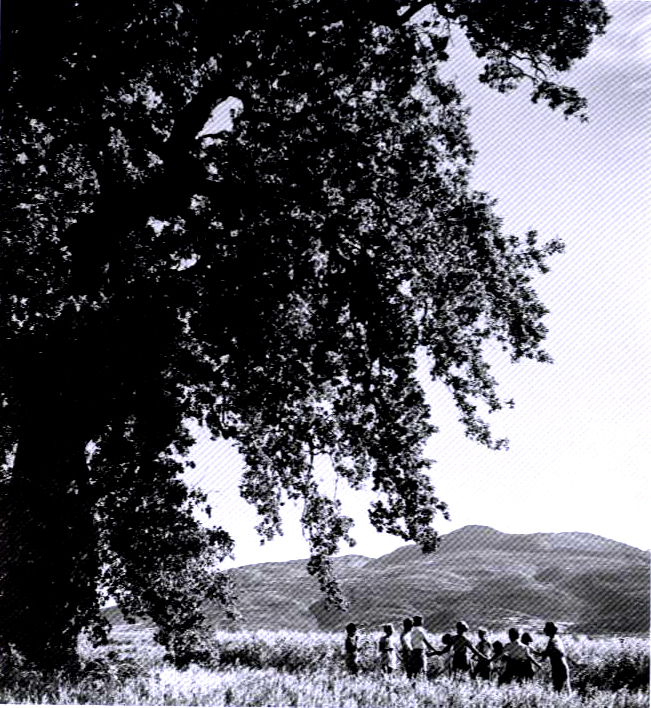
في 1948

شاغر يشوف هي مستعمرة في الجليل الأعلى شمال إسرائيل. بنيت المستعمرة على أراضي تابعة لقرية المنصورة المهجرة عام 1940.

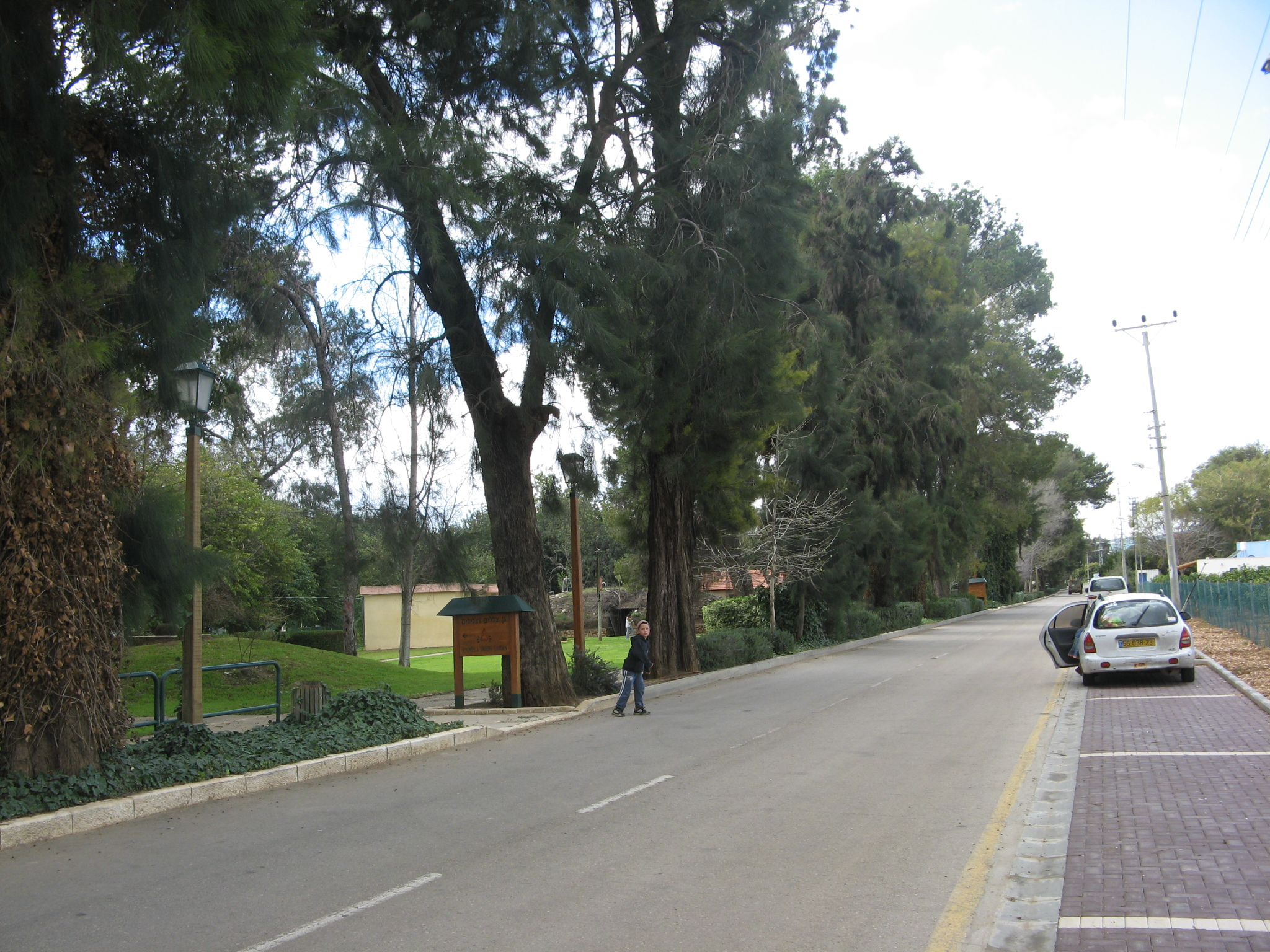

عند انتهاء الأعمال القتالية خلال حرب 1948 وإعلان وقف إطلاق النار أخليت المستعمرة بسبب قذائف مدفعية أطلقتها سوريا من تل العزيزيات، الذي يطل على المستعمرة من جهة الشرق. أعيد استعمار المنطقة عام 1949 من قبل مهاجرين مجريين من حركة هانوعار هاتسيوني. في السبعينات والثمانينات أطلق صواريخ كاتيوشا من قبل لبنانيين ما أحدث دمار في المستعمرة.

## روابط خارجية
- نبذة تاريخية عن المنصورة